# Prowers County
Prowers County je okres ve státě Colorado ve Spojených státech amerických. K roku 2000 zde žilo 14 483 obyvatel. Správním městem okresu je Lamar. Celková rozloha okresu činí 4 259 km².